# 七公增五
七公增五（英語：Beta Boötis），拉丁化來自“β Boötis”，也稱為“Nekkar”/nɛkɑːr/，是位於北天星座牧夫座的一顆恆星。它的視星等為3.5，使它成為星座中較亮的成員之一。在現代星座中，它標誌著牧人博蒂斯的頭部。根據依巴谷任務期間獲得的視差量測結果，該恒星距離太陽約225光年（69秒差距）。在該距離處，恆星的星等因為中間氣體和塵埃引起的消光降低了0.06。

## 命名法
七公增五是中國的名稱。依據拜耳命名法，它的名稱是牧夫座β（“β Boötis”，拉丁化為“Beta Boötis”）。
它的傳統名稱為Nekkar或Nakkar，源於該星座的阿拉伯名稱：Al-Baḳḳ ār（牧民）。在2016年，國際天文學聯合會組織了一個恆星名稱工作組（WGSN）對恆星的專有名稱進行編目和標準化。WGSN在2016年8月21日審定這顆恆星的名稱為Nekkar，它現在被列入IAU審定的恆星名稱清單。

## 性質
七公增五的質量是太陽質量的三倍多，半徑大於太陽半徑的21倍（König 等在2006年給出3.4太陽質量，而泰茨拉夫 （Tetzlaff）等在2011年得到更高的5.0 ± 1.5太陽質量，武田（Takeda）等在2008年給出3.24太陽質量。）。估計其年齡為2.4至2.51億年，它已經演化成巨星，恆星分類為G8IIIa。這顆恆星在4,932K的有效溫度下，輻射的光度大約是170〜194倍的太陽光度。這種熱量使其發出G型恒星的黃色光芒。它的自轉周期估計約為200天，極點向地球視線傾斜28°±6°。
在1993年，倫琴衛星觀察七公增五上的X射線耀斑，估計該耀斑釋放的能量為1.7 × 1032 爾格。這是首次對這類低活動恆星進行這樣的觀測 耀斑可以用一顆尚未觀測到的M型矮星伴星來解釋。

## 外部連結
- Image Beta Boötis
- The Constellations and Named Stars
- Nekkar at University of Illinois （页面存档备份，存于）